# アクロスプラザいとうづ
アクロスプラザいとうづは、北九州市小倉北区にあるショッピングセンター。大和ハウス工業グループの大和ハウスリアルティマネジメント（旧・大和情報サービス）がデベロッパーとして開発・運営する。

## 概要
日本国有鉄道が小倉到津球場跡に整備し、JR九州が引き継いだ到津社宅の跡地に開業した。
2012年3月1日に全テナントがオープンした。
核店舗は、1階に店舗を持つ、山口県に本社を持つスーパーマーケットの丸久の系列店で、九州初の1号店となったアルク到津店である。
また、八幡東区・戸畑区など、北九州市西部の客層をターゲットに、デオデオ（現在はエディオン）が、2階の中核テナントとして到津店を、他のテナントに先行し2月24日にオープンさせた。

## 交通アクセス
バス・鉄道
JR九州南小倉駅より、西鉄バス北九州22番・43番に乗車し、「到津三叉路」バス停下車。
自動車
国道3号から入れる。

## 周辺施設
- 到津の森公園
- 北九州交通公園・市立交通安全センター
- 北九州市立総合体育館
- 九州歯科大学